# Carex grossii
Carex grossii là một loài thực vật có hoa trong họ Cói. Loài này được Fiek mô tả khoa học đầu tiên năm 1903.